# G-Funk
G-Funk (auch Gangsta Funk oder Ghetto Funk) ist ein Stil der Hip-Hop-Musik, der in den frühen 1990er-Jahren an der Westküste der Vereinigten Staaten aus dem Gangsta-Rap entstand. Als Schöpfer gilt unter anderem Dr. Dre, dessen 1992 erschienenes Album The Chronic stilbildend wurde. Auf dem 1993 erschienenen Debütalbum Doggystyle von Snoop Dogg, das von Dr. Dre produziert wurde, bediente sich Dre aus verschiedenen Genres wie Soul, P-Funk und Funk. Namentlich wären hiervon Parliament, Funkadelic, George Clinton, James Brown, Curtis Mayfield und Isaac Hayes zu nennen. Für das Lied Serial Killa wurden etwa Elemente aus dem Song Funky Worm der Ohio Players entnommen und in For All My Niggaz and Bitches stand Kool Is Back von Funk, Inc. Pate. Dre nahm hierfür die Lieder und veränderte oder ersetzte einzelne Elemente, bis das Ergebnis kaum noch etwas mit dem Ausgangslied zu tun hatte.
Weiter bekannt wurde das Genre dann 1994 durch Warren G und seine Single Regulate. Das dazugehörige Album Regulate... G Funk Era sowie die Single erreichten Platz zwei der Billboard Charts. Charakteristisch für den G-Funk, den Dr. Dre ein „langsames, bekifftes P-Funk-inspiriertes Genre“ nannte, ist der Einfluss von Soul-inspirierten Grooves, hochgepitchten Keyboards, einer tiefen Bassline, bewusst „billig“ klingenden Synthesizern und wenigen, manchmal kleinen Samples. G-Funk ist im Vergleich zu anderen Subgenres der Hip-Hop-Musik weniger aggressiv.

## Bekannte Vertreter
| - 2Pac - Above the Law - Celly Cel - Daz Dillinger - Dr. Dre | - Eazy-E - Ice Cube - Kurupt - Mac Dre - Mack 10 | - Nate Dogg - Snoop Dogg - Tha Dogg Pound - Warren G |

## Stiltypische Alben
- Dr. Dre – The Chronic
- Dr. Dre – 2001
- Snoop Dogg – Doggystyle
- 2Pac – All eyez on me
- Warren G – Regulate... G Funk Era[4]